# Pluvier à long bec
Charadrius placidus
Espèce
Statut de conservation UICN

 LC  : Préoccupation mineure
Le Pluvier à long bec (Charadrius placidus) est une petite espèce d'oiseaux limicoles appartenant à la famille des Charadriidae.

## Habitat
Il niche dans le centre et nord-est de la Chine, en Manchourie, au Japon et dans une petite région à l'est du Bhoutan ; il hiverne à travers le sud de la Chine, en Corée et le nord du Vietnam.